# Winter Winds
Winter Winds è il secondo singolo del quartetto folk londinese Mumford & Sons, pubblicato dal loro album di debutto, Sigh No More. È uscito nel Regno Unito il 6 dicembre 2009, dove ha raggiunto il picco al posto numero 44 in classifica; in Belgio ha raggiunto il posto numero 29.

## Accoglienza dalla critica
Fraser McAlpine del BBC Chart Blog ha dato alla canzone una recensione a 5 stelle positiva, affermando che sarebbe servita come una "meravigliosa cantica di Natale" per una vacanza di tipo "invernale", in quanto "è tranquillamente ottimista, compiaciuta senza essere compiaciuta, malinconica ma edificante" e "sicuro di ciò, ma solo perché tutte le lezioni apprese sono state conquistate con fatica e in generale riflettono i tempi passati".

## Video musicale
In un'intervista al The A.V. Club, Marcus Mumford ha detto che l'idea del video coincide con la stesura della canzone.
Mumford ha dichiarato che è la sua canzone preferita da cantare dal vivo. Le riprese del video si sono svolte a novembre 2008, a Blue Bell Hill, nel Kent. Molte scene hanno utilizzato il campo Kitscoty. La sera del suo debutto su YouTube, il video ha raggiunto 250.000 visualizzazioni, superando il record di release precedentemente detenuto da Lady Gaga, di 200.000 visualizzazioni. Il brano è ora elogiato come una canzone "invernale", ed è apparsa su diversi album di Natale.

## Tracce
- Singoli inclusi nel CD

| N° | Titolo                      | Durata |
| -- | --------------------------- | ------ |
| 1- | Winter Winds                | 3:39   |
| 2- | Hold On To What You Believe | 4:02   |

## Classifiche
Winter Winds ha debuttato sulla Official Singles Chart il 30 novembre 2009 al numero 99. La settimana seguente, il singolo ha scalato 26 posti fino al numero 73 prima di salire al numero 48 il 13 dicembre 2009. Il singolo ha scalato di posto al numero 47 la settimana seguente, prima di raggiungere il picco del numero 44 il 27 dicembre 2009. La canzone è poi scesa al numero 86 la settimana dopo, alla fine del 24 gennaio 2010, il che significa che ha trascorso un totale di 9 settimane nella Top 100.
| Paese                                | Migliore Posizione |
| ------------------------------------ | ------------------ |
| Belgio (Ultratop 50 Flande)          | 29                 |
| Scozia (Official Charts Company)     | 32                 |
| UK Singles (Official Charts Company) | 44                 |

## Pubblicazione
| Paese       | Data            | Formato           | Etichetta     |
| ----------- | --------------- | ----------------- | ------------- |
| Regno Unito | 6 dicembre 2009 | Download digitale | Island Record |
| Regno Unito | 7 dicembre 2009 | CD                | Island Record |